# Ceromacra tymber
Ceromacra tymber là một loài bướm đêm trong họ Noctuidae.